# Aakrosh
Pour plus de détails, voir Fiche technique et Distribution.
Aakrosh  est un film indien de Bollywood réalisé par Govind Nihalani, sorti en 1980, qui s'inspire d'un incident juridique réel et a pour thème les conditions de vie des adivasis dans le Maharashtra. Les acteurs principaux sont Naseeruddin Shah et Om Puri, qui joue un rôle quasiment muet.

## Synopsis
Bhiku Lahaniya (Om Puri), un adivasi travaillant dans une exploitation forestière du Maharashtra, est accusé d'avoir assassiné sa femme. Il est défendu par un jeune avocat brahmane, Bhaskar Kulkarni (Naseeruddin Shah), dont c'est le premier procès. Bhaskar a pour adversaire le procureur Dushane (Amrish Puri), son mentor et ami, qui est également un adivasi. Certain de la culpabilité de son client, qui refuse de lui adresser la parole, Bhaskar ne mène d'abord son enquête que par conscience professionnelle. Il se heurte d'une part au silence de la famille de Bhiku, d'autre part à l'opposition des notables de la ville, qui se font rapidement menaçants, et est peu à peu amené à douter de la culpabilité de son client.

## Fiche technique
- Titre original : Aakrosh
- Réalisation : Govind Nihalani
- Scénario : Vijay Tendulkar
- Dialogue : Satyadev Dubey
- Photographie : Govind Nihalani
- Direction artistique : C.S. Bhatti
- Son : Hitendra Ghosh
- Montage : Keshav Naidu
- Musique : Ajit Verman
- Lyrics : Vasant Dev
- Chanteurs : Vandana Khandekar, Madhuri Purandare
- Chorégraphe : Sudarshan Dhir
- Production : Devi Dutt, Narayan Kenny
- Pays d’origine :  Inde
- Langue : hindi
- Durée : 144 minutes

## Distribution
- Mohan Agashe : Bhonsle
- Arvind Deshpande : Dr. Vasant M. Patil
- Mahesh Elkunchwar : le travailleur social
- Bhagyasri Kotnis : la sœur de Bhiku
- Reema Lagoo : la danseuse
- Smita Patil : Nagi
- Achyut Potdar : le garde forestier
- Amrish Puri : Dushane, le procureur
- Om Puri : Bhiku Lahanya
- Naseeruddin Shah : Bhaskar Kulkarni
- Nana Palsikar : le père de Bhiku

## Récompenses
- National Film Award : meilleur film en hindi[2]
- Filmfare Award - meilleur acteur pour Naseeruddin Shah
- Filmfare Award - meilleur réalisateur pour Govind Nihalani
- Filmfare Award - meilleur acteur dans un second rôle pour Om Puri
- Filmfare Awards - meilleur scénario et la meilleure histoire pour Vijay Tendulkar
- Filmfare Award - meilleure direction artistique pour C.S. Bhatti[3]